# Höhlen von Monte Castillo
Die Höhlen von Monte Castillo liegen in Puente Viesgo in Kantabrien in Spanien. Sie sind eine der wichtigen paläolithischen Stätten in der Region und für ihre bis zu 64.800 Jahre alten Höhlenmalereien (die ältesten der Welt) bekannt. Die vier großen Höhlen heißen: Las Monedas, El Castillo, Las Chimeneas und La Pasiega.
Es besteht eine Reihe von Höhlen entlang des Rio Pas am Monte Castillo. Sie liegen an der Kreuzung verschiedener Täler. Aus diesem Grund war es ein guter Platz für Fischerei und Jagd, die das Vorkommen der prähistorischen Komplexe erklärt.

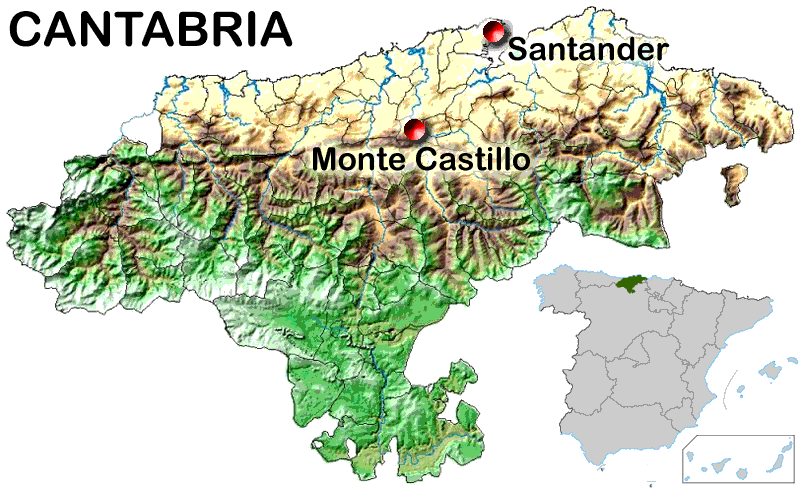
Höhlen von Monte Castillo

## Cueva de Las Monedas
Die Cueva de Las Monedas (dt. Höhle der Münzen) wurde 1952 von Don Isidoro Blanco gefunden. Es ist eine Höhle mit einem kleinen Vorraum, die den Zugang zu einem breiten Netz von Räumen gibt, wo sich Sintervorhänge, Stalagmiten, Stalaktiten und andere typische Höhlenformationen befinden.

## Cueva El Castillo

Monte Castillo
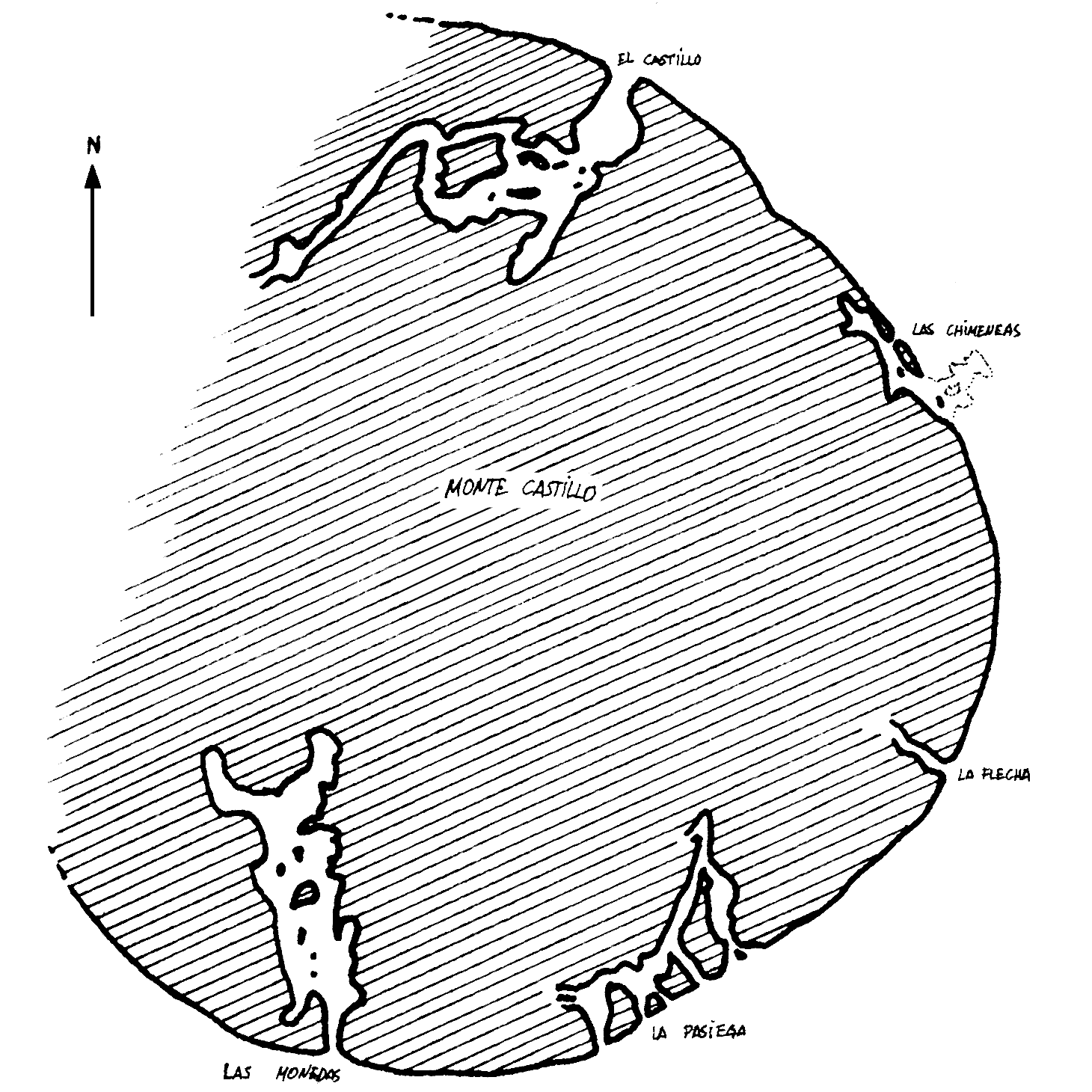
Plan vom Berg Monte Castillo
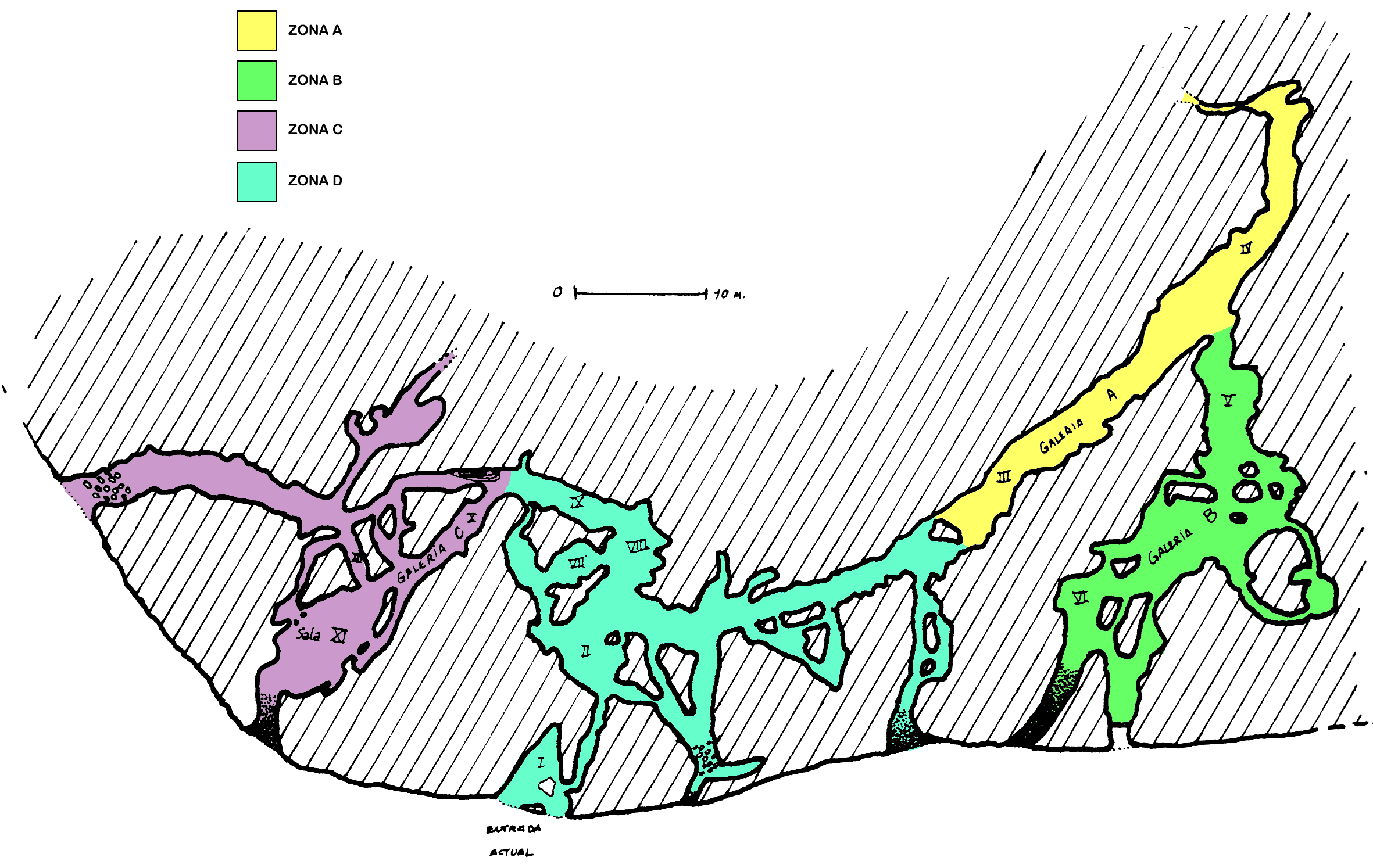
Cueva La Pasiega
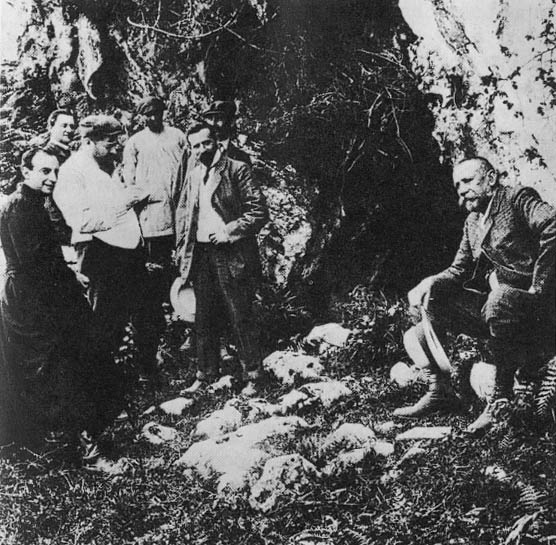
Henri Breuil, Hugo Obermaier und Hermilio Alcalde del Río bei der Besichtigung
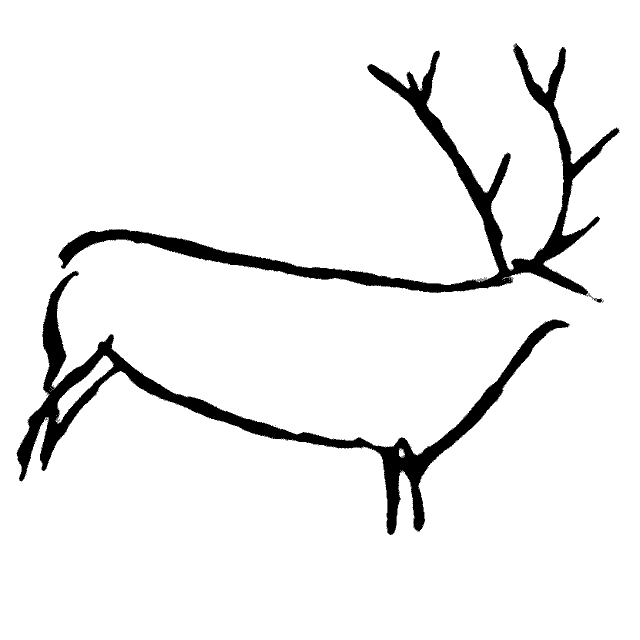
Hirsch aus der Cueva de Chimeneas

Monte Castillo
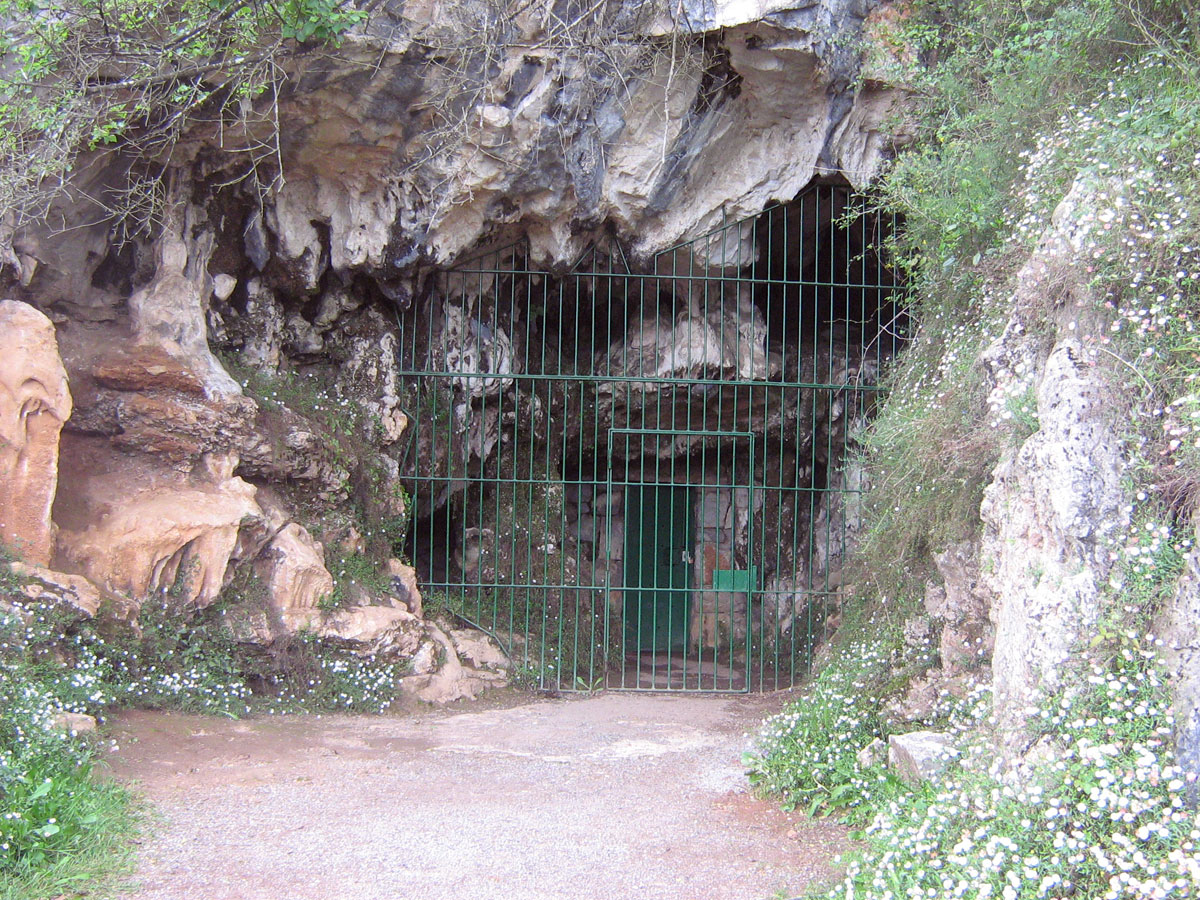
Cueva de Las Monedas
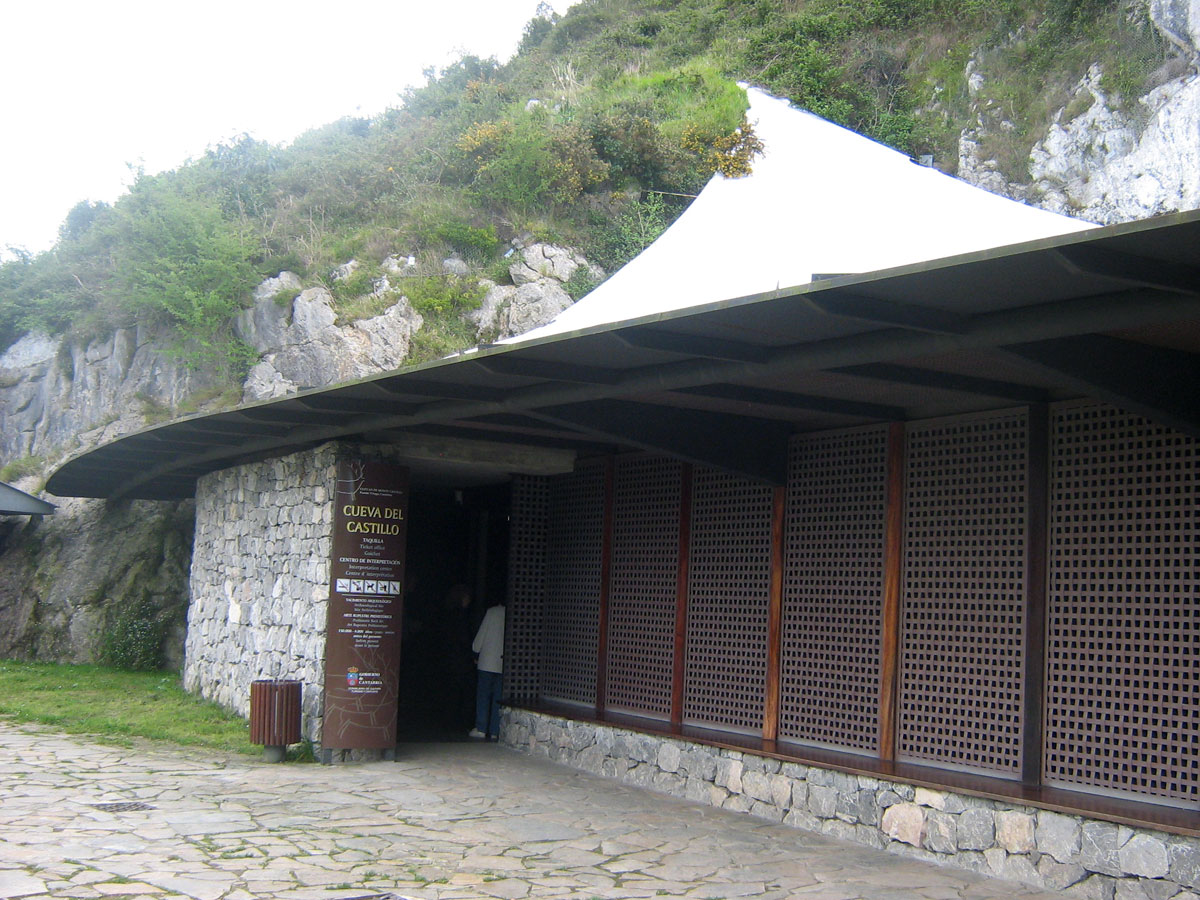
Cueva del Castillo
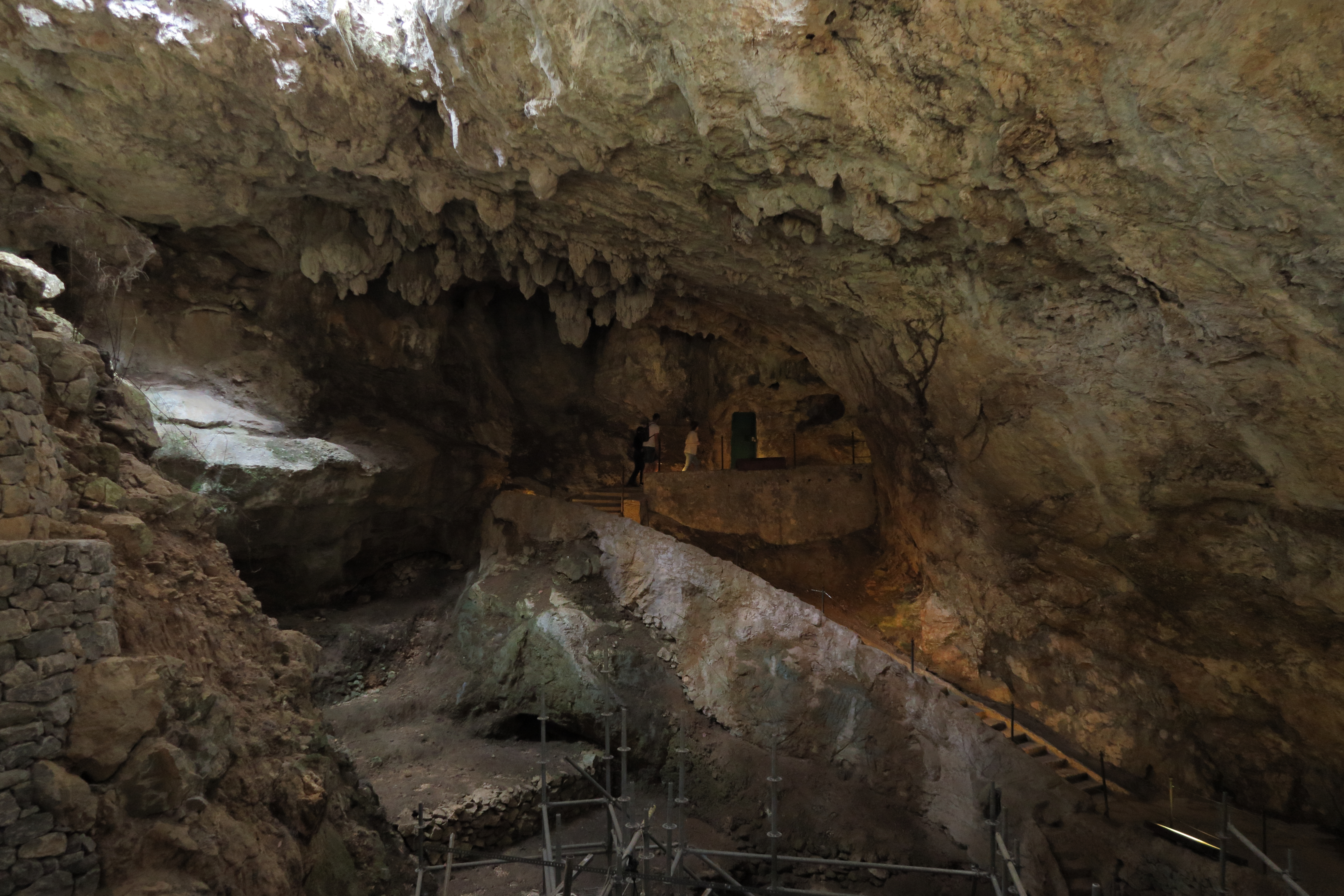
Zugang zu El Castillo
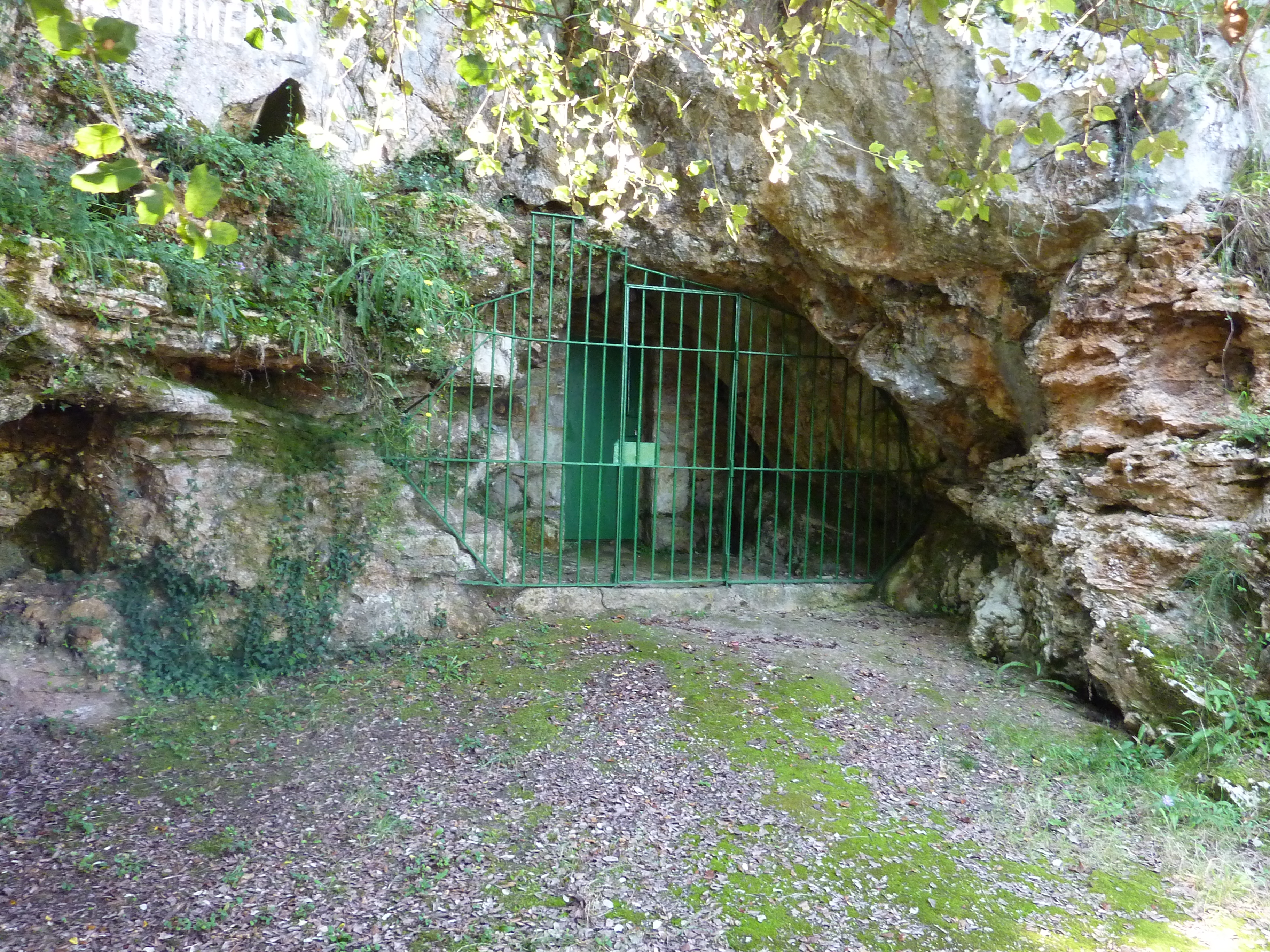
Cueva de Las Chimeneas

## Cueva de Las Chimeneas
Die im Jahre 1953 entdeckte Cueva de Las Chimeneas (dt. Höhle der Kamine) ist ein zwei-etagiger Höhlenraum, der durch Karstschornsteine verbunden ist, die der Höhle den Namen gaben. Das archäologische Interesse liegt auf der unteren Etage, da die Oberseite der Höhle ein steriles Labyrinth ist.
1956 veröffentlichte Joaquin González Echegaray eine Studie über die Höhle und ihre Bilder, die dem Stil III von Leroi-Gourhan, d. h. dem Solutréen entsprechen. Allerdings zeigen die Datierungen der Überreste, dass sie aus dem älteren Magdalenien stammen. Die Gravierungen und schwarzen Konturen zeigen Cerviden, Rind, Pferd, Hirsch, Hirschkuh, Steinbock. Dazu rechteckige Zeichen sowie Hörner, Geweihe und Ohren in halbverdrehter Perspektive.

## Cueva de La Pasiega

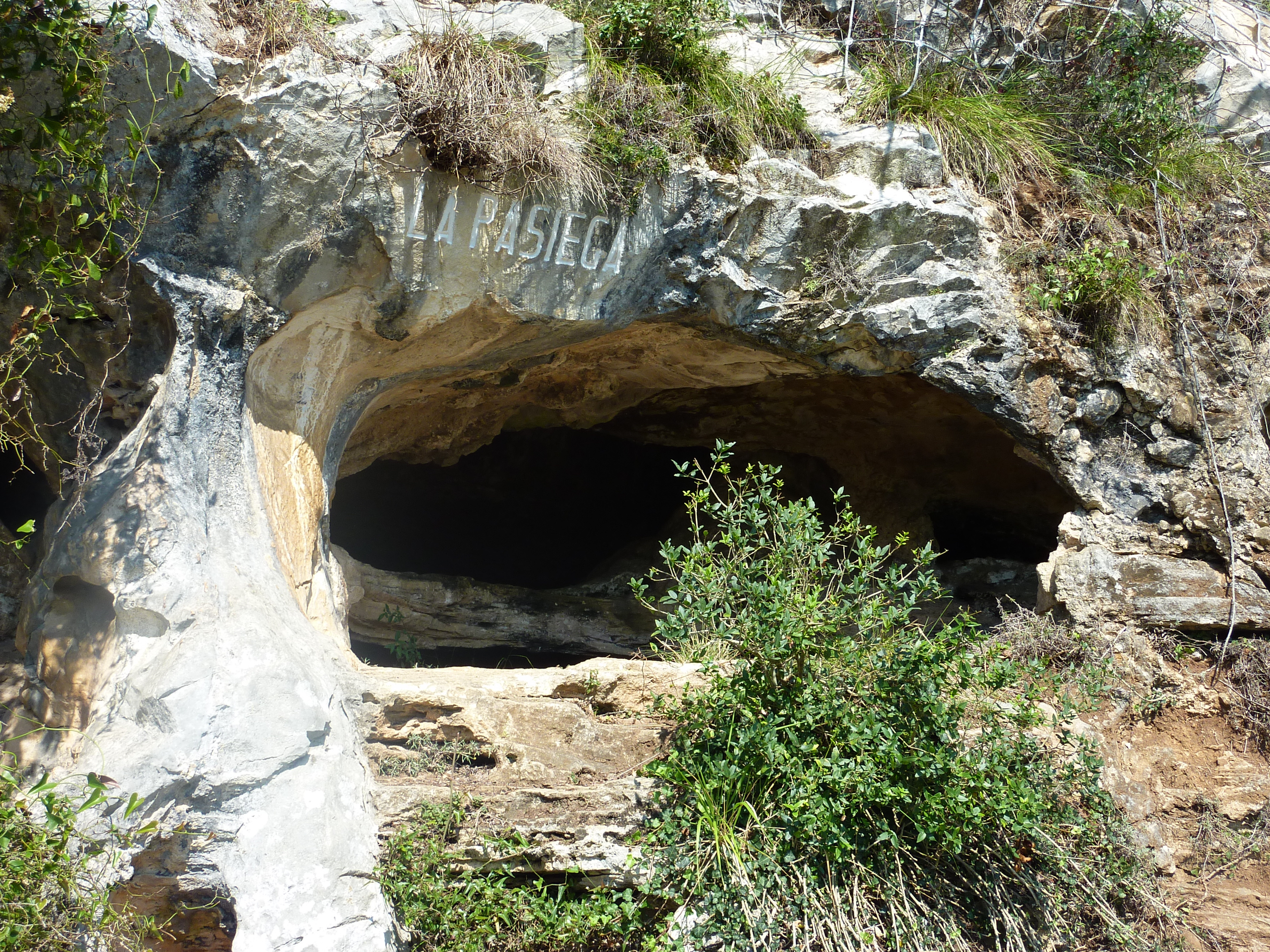
La Pasiega

Die Cueva de La Pasiega ist eine bis zu 120 Meter lange Galerie (bekannter Teil), mehr oder weniger parallel zum Hang des Berges verlaufend mit sechs kleinen blockierten Zugängen. Der Zugang für die Besucher liegt am zweiten Eingang. Die Hauptgalerie ist etwa siebzig Meter lang. Von ihr gehen labyrinthische Galerien ab, die manchmal Räume mit Dekoration aus dem Solutreen und dem Magdalénien bilden.
Höhepunkt sind Darstellungen von Hirschen (männlich und weiblich), Pferden und Rindern. Darüber hinaus gibt es zahlreiche abstrakte Zeichen.
Die komplexen Höhlen von Monte Castillo sind in der Liste des Weltkulturerbe der UNESCO von 2008 als „Höhle von Altamira und paläolithische Höhlenmalereien in Nordspanien“ eingetragen.
Mit Hilfe der Uran-Thorium-Datierung wurden im Jahr 2018 Wandmalereien in dieser Höhle auf ein Alter von mindestens 64.800 Jahren datiert und den Neandertalern zugeschrieben; die ersten anatomisch modernen Menschen besiedelten Europa erst vor rund 43.000 Jahren.